# Chuck Swindoll
Charles Rozell "Chuck" Swindoll (ur. 18 października 1934) – amerykański pastor i teolog ewangelikalny, pisarz, pedagog oraz kaznodzieja radiowy. Jedna z najbardziej wpływowych postaci amerykańskiego protestantyzmu II połowy XX wieku. Założyciel organizacji Insight for Living, nadającej programy radiowe z jego kazaniami w ponad 2000 stacji radiowych na całym świecie. Od roku 1998 starszy pastor kościoła Stonebriar Community Church we Frisco w Teksasie.

## Wczesne lata
Chuck Swindoll urodził się w 1934 roku w El Campo w stanie Teksas. Jest trzecim dzieckiem Earla i Lovell Swindoll. Uczęszczał do Charles H. Milby High School w Houston w Teksasie. Jako wybijający się uczeń został członkiem National Honor Society, organizacji zrzeszającej wyróżniających się w nauce i aktywnych społecznie uczniów szkół średnich.
W tym samym mieście podjął studia (na kierunku inżynieria mechaniczna), jednocześnie pracując zawodowo. Powołany do armii, służył w piechocie morskiej, najpierw w San Francisco, a następnie na Okinawie w Japonii. Tuż po zakończeniu służby wojskowej, w roku 1959, rozpoczął studia w seminarium teologicznym w Dallas (Dallas Theological Seminary). Ukończył je po czterech latach, z wyróżnieniem (magna cum laude).
W 1955 roku poślubił Cynthię, z którą ma czworo dzieci.

## Kariera duchowna
Chuck Swindoll został ordynowany w roku 1963 w Dallas, służąc następnie dwa lata pod kierownictwem znanego ewangelikalnego teologa i pastora J. Dwighta Pentecosta. Od roku 1965 piastował stanowisko pastora kolejno w: Waltham w Massachusetts (1965-1967), Irving w Teksasie (1967-1971) i Fullerton w Kalifornii (1971-1994). Obecnie, od 1998 roku, jest starszym pastorem Stonebriar Community Church we Frisco, kościoła którego jest współinicjatorem.
Swindoll jest założycielem Insight for Living, organizacji chrześcijańskiej produkującej programy radiowe o tej samej nazwie, które emitowane są w chrześcijańskich i świeckich radiostacjach na całym świecie. Audycje z jego rozważaniami można usłyszeć obecnie w ponad 2000 radiostacji oraz na wielu stronach internetowych; tłumaczone są na kilkanaście różnych języków (w Polsce ich rozpowszechnianiem zajmuje się fundacja IFL Polska). Początki działalności radiowej Swindolla sięgają 1977 roku, gdy był pastorem First Evangelical Free Church w Fullerton w Kalifornii. Aktualnie siedzibą Insight for Living jest Plano w Teksasie.
W latach 1994–2001 był rektorem Dallas Theological Seminary. Obecnie pełni honorowy urząd kanclerza tej uczelni. Jest autorem ponad 90 książek, których treść jest owocem jego działalności naukowej i kaznodziejskiej. W uznaniu swoich osiągnięć, Swindoll był wielokrotnie uwzględniany na listach najbardziej wpływowych przywódców protestanckich Ameryki, publikowanych przez chrześcijańskie i świeckie media.
W 1998 roku Swindoll wspólnie z grupą przyjaciół zainicjował powstanie nowego kościoła na przedmieściach Dallas w Teksasie (Stonebriar Community Church). Początkowo gromadził on kilkuset członków. Ze względu na dynamiczny rozwój przeniesiono się do nowo wybudowanego ośrodka we Frisco, który w krótkim czasie również okazał się za mały. Obecnie kościół gromadzi na niedzielnych nabożeństwach kilka tysięcy wiernych. Wielu pastorów pomocniczych w tej wspólnocie to absolwenci Dallas Theological Seminary.
Choć przez lata Swindoll związany był z Ewangelicznym Wolnym Kościołem Ameryki, to jego obecny kościół nie ma żadnych powiązań denominacyjnych.

## Wybrane publikacje

### -1980
- You And Your Child (1977)

### 1980-1989
- Three Steps Forward, Two Steps Back: Persevering Through Pressure (1980)
- Strike The Original Match (1980)
- Improving Your Serve: The Art Of Unselfish Living (1981)
- Strengthening Your Grip: Essentials In An Aimless World (1982)
- Growing Strong In The Seasons Of Life (1983)
- Dropping Your Guard: The Value Of Open Relationships (1983)
- Come Before Winter - And Share My Hope (1985)
- Living On The Ragged Edge: Coming To Terms With Reality (1985)
- Growing Deep In The Christian Life: Returning To Our Roots (1986)
- The Quest For Character (1987)
- Living Above The Level Of Mediocrity : A Commitment To Excellence (1987)
- Growing Wise In Family Life (1988)
- Living Beyond The Daily Grind: Reflections On The Songs And Sayings In Scripture (1988)
- Rise & Shine: A Wake-Up Call (1989)

### 1990-1999
- The Grace Awakening (1990)
- Sanctity Of Life: The Inescapable Issue (1990)
- Stress Fractures (1990)
- Simple Faith (1991)
- Laugh Again (1992)
- Flying Closer To The Flame (1993)
- The Finishing Touch (1994)
- Paw Paw Chuck's Big Ideas in the Bible (1995)
- Hope Again (1996)
- The Road To Armageddon (with John F Walvoord; J Dwight Pentecost (1999)
- Start Where You Are: Catch A Fresh Vision For Your Life (1999)
- The Mystery Of God's Will: What Does He Want For Me? (1999)

### 2000-2009
- Perfect Trust: Ears To Hear, Hearts To Trust, And Minds To Rest In Him (2000)
- The Darkness And The Dawn: Empowered By The Tragedy And Triumph Of The Cross (2001)
- Why, God?: Calming Words For Chaotic Times (2001)
- Wisdom For The Way: Wise Words For Busy People (2001)
- Understanding Christian Theology (with Roy B Zuck) (2003)
- Behold—The Man!: The Pathway Of His Passion (2004)
- So, You Want To Be Like Christ?: Eight Essentials To Get You There (2005)
- When God Is Silent (Choosing To Trust In Life's Trials) (2005)
- Great Attitudes For Graduates!: 10 Choices For Success In Life (with Terri A Gibbs) (2006)
- Encouragement For Life: Words Of Hope And Inspiration (2006)
- The Strength Of Character: 7 Essential Traits Of A Remarkable Life (with Terri A Gibbs) (2007)
- A Bethlehem Christmas: Celebrating The Joyful Season (2007)
- The Owner's Manual for Christians: The Essential Guide for a God-Honoring Life (2009)

### 2010-
- The Church Awakening: An Urgent Call for Renewal (2010)

### Seria komentarzy do ksiąg Nowego Testamentu
- Insights on Romans (2010) - List św. Pawła do Rzymian
- Insights on John (2010) - Ewangelia Jana
- Insights on James and 1 & 2 Peter (2010) - List św. Jakuba, Listy św. Piotra
- Insights on 1 & 2 Timothy and Titus (2011) - Listy św. Pawła do Tymoteusza i Tytusa
- Insights on Revelation (2012) - Apokalipsa św. Jana
- Insights on Luke (2012) - Ewangelia Łukasza

### Seria książek na temat postaci biblijnych
- David: A Man Of Passion & Destiny (1997) - Dawid
- Esther: A Woman Of Strength & Dignity (1997) - Estera
- Joseph: A Man Of Integrity And Forgiveness (1998) - Józef
- Moses: A Man Of Selfless Dedication (1999) - Mojżesz
- Elijah: A Man Of Heroism And Humility (2000) - Eliasz
- Paul: A Man Of Grace And Grit (2002) - Paweł Apostoł
- Job: A Man Of Heroic Endurance (2004) - Hiob
- Fascinating Stories Of Forgotten Lives: Rediscovering Some Old Testament Characters (2005) - zapomniani bohaterowie Starego Testamentu
- Jesus: The Greatest Life Of All (2008) - Jezus Chrystus

## Nagrody i wyróżnienia
- Harry A. Ironside Award for Expository Preaching - Dallas Theological Seminary, 1963
- Christian Education Award - Dallas Theological Seminary, 1963
- Faculty Award - Dallas Theological Seminary, 1963
- Doctor of Divinity - Talbot School of Theology, 1977
- Doctor of Human Letters - Taylor University, 1986
- Clergyman of the Year - Religious Heritage of America, 1988
- Doctor of Laws - Pepperdine University, 1990
- Doctor of Literature - Dallas Baptist University, 1998
- Lifetime Achievement Award - Catalyst Conference, 2009